# زنبورخوار اتیوپی
زنبورخوار اتیوپی (به لاتین: Merops lafresnayii) گونه‌ای از پرندگان تیرهٔ زنبورخواران است که در اتیوپی و سودان یافت می‌شود. در گذشته، به عنوان زیرگونه زنبورخوار سینه‌آبی در نظر گرفته می‌شد.
زنبورخوار اتیوپی پرندهٔ جنگل‌های بارانی است که معمولاً به صورت انفرادی یافت می‌شود. روی شاخه‌ای بلند در سایبان کنار مسیرها و صخره‌ها نشسته و بر روی پروانه‌های کوچک، زنبورهای عسل و دیگر حشرات پیش از بازگشت به جایگاه اصلی خود فرود می‌آید.